# Cavitas concava
Cavitas concava är en stekelart som beskrevs av Xiao och Huang 2001. Cavitas concava ingår i släktet Cavitas och familjen puppglanssteklar. Inga underarter finns listade.